# Hermán Allan Padgett
Hermán Allan Padgett Velásquez (El Paraíso, Honduras 1 de octubre de 1936 – La Habana, Cuba, 6 de febrero de 2001) fue un actor, comediante, escritor, periodista y productor de cine hondureño.

## Biografía
Nació en la aldea de San Antonio de Conchagua, del departamento de El Paraíso, el 1 de octubre de 1936; sus padres fueron Allan Dean Padgett Moore, originario de Inglaterra, y María Tiburcia Velásquez, oriunda de Cantarranas, departamento de Francisco Morazán. 
Recibió sus estudios primarios en la escuela de su aldea natal San Juancito, departamento de El Paraíso. Seguidamente se trasladaría con su madre a la ciudad de Tegucigalpa, donde terminaría su educación primaria en la escuela Francisco Morazán. Hermán deseaba continuar con sus estudios superiores y se matriculó en el Instituto Honduras; su interés era graduarse en Contaduría, pero debido a las precarias condiciones económicas que sufría, abandonó definitivamente esa aspiración y emprendió la búsqueda de quien lo emplease. Su primer trabajo fue como conserje. Seguidamente encontró una oportunidad de participar en un programa de una radio tegucigalpense llamado La Voz del Pueblo, gracias a Edgardo Zúñiga Rivera; allí, Hermán comenzaría a laborar. Luego descubrió sus dotes de actor y lo realizó en programas cómicos. Su primer personaje en la radiodifusión era llamado «Beniton». Después de ganar experiencia, Hermán escribía libretos para una diversidad de programas radiales, que eran la novedad en esos tiempos.
En la radio sus programas de éxito fueron La Escuelita Alegre y Las Aventuras de Margarito el Guardia. Fue escritor de libretos para otro programa jocoso, Platicando con mi Barbero. 
Padgett, hombre incansable, se dedicó también al periodismo escrito, redactando artículos para el semanario El Chilío, del cual era director Armando Zelaya, y colaborando con varios artículos en el diario El Cronista y en el diario El Pueblo, dirigido por el periodista Óscar Armando Flores Midence.
En 1997, fue ministro de Cultura, Artes y Deportes. También secretario de Prensa del gobierno de Honduras.
Produjo varias películas; entre ellas, Almas de la Medianoche.
Su personaje más famoso en la radio y televisión fue «Margarito Pérez y Pérez», por el cual aún se le recuerda.
Padgett fallecería en el año 2001, en La Habana, Cuba.
El premio a la televisión hondureña lleva su nombre en homenaje.